# Ново Село (Бијељина)
Ново Село је насељено мјесто у граду Бијељина, Република Српска, БиХ. Према попису становништва из 1991. у насељу је живјело 122 становника.
Овде се налази Ванеков млин.

## Историја
Деценију након аустроугарске окупације Босне и Херцеговине протестанстске Дунавске Швабе из Баната основале су Францјозефсфелд (њем. Franzjosefsfeld) 1886. године код Бијељине. Земаљска влада је позитивно гледала на ове фармере и давала им је пореске концесије; 1890. године усвојен је посебан закон о „аграрним колонијама”, којим је по породици нуђено 20 хектара, без трошкова закупа прве три године и ниска хипотека која би истекла након 10 година, ако би узели босанскохерцеговачко држављанство.
Колонисти су насеље назвали по цару Францу Јозефу. Након Првог свјетског рата, сада у саставу новоосноване државе Јужних Словена, село је званично преименовано у Петрово Поље, а након инвазије на Југославију 1941. преименовано је у Шенборн (њем. Schönborn). Колонисти су увели савремене пољопривредне методе и били су веома успјешни и просперитетни. Због тога је село постало друга по величини њемачка заједница у Босни и Херцеговини, послије Виндторста (њем. Windthorst). У насељу је 1931. године живјело 1.130 Дунавских Шваба, а 1942. број се попео на 1.600.
Услед погоршања унутрашње сигурности током Другог свјетског рата, нацисти су одлучили да евакуишу фолксдојчере из БиХ, а споразум о томе је потписан 30. септембра 1942. са властима НДХ. Село је поново насељено након 1945. године новим становницима Српске националности, док су комунистичке власти уништиле или прикриле све доказе њемачке историје или културног насљеђа.

## Становништво
У насељу је 1942. живјело 1.500 становника Нијемаца који су по наредби њемачке команде исељени у Пољску.
| Националност       | 1991. | 1981. | 1971. | 1961. |
| Срби               | 32    | 55    | 101   | 201   |
| Муслимани          | 56    | 23    | 59    | 70    |
| Југословени        | 28    | 51    | 1     | 45    |
| Хрвати             |       | 6     | 18    | 20    |
| Албанци            |       |       | 3     | 9     |
| Мађари             |       |       | 3     |       |
| Македонци          |       | 1     |       |       |
| остали и непознато | 6     | 1     | 15    | 2     |
| Укупно             | 122   | 137   | 200   | 347   |

| Демографија | Демографија | Демографија |
| Година      | Становника  | Становника  |
| ----------- | ----------- | ----------- |
| 1948.       | 190         |             |
| 1953.       | 425         |             |
| 1961.       | 347         |             |
| 1971.       | 200         |             |
| 1981.       | 137         |             |
| 1991.       | 122         |             |